# Dalanavellav
Dalanavellav (Umbilicaria subglabra) är en lavart som först beskrevs av William Nylander och som fick sitt nu gällande namn av Julien Herbert Auguste Jules Harmand. 
Dalanavellav ingår i släktet Umbilicaria och familjen Umbilicariaceae. Arten är nationellt utdöd i Sverige. Inga underarter finns listade i Catalogue of Life.